# Metoda respirației
Metoda respirației (engleză The Breathing Method, subtitu A Winter's Tale)  este o povestire de Stephen King. Este inclusă în colecția Anotimpuri diferite, a doua colecție de povestiri a lui King.

## Ecranizare
- Metoda respirației de Scott Derrickson (The Breathing Method, TBA)[1][2]